# Ahn Hyeon-beom
Đây là một tên người Triều Tiên, họ là Ahn.
Ahn Hyeon-beom (tiếng Hàn: 안현범; Hanja: 安鉉範; sinh ngày 21 tháng 12 năm 1994) là một tiền đạo bóng đá Hàn Quốc thi đấu cho Jeju United ở K League Classic.

## Sự nghiệp câu lạc bộ
Ahn gia nhập Ulsan Hyundai năm 2015 và ra mắt ở giải vô địch trước FC Seoul ngày 8 tháng 3 năm 2015.

## Sự nghiệp quốc tế
Anh từng là thành viên của đội tuyển U-20 quốc gia Hàn Quốc thi đấu Toulon Tournament 2015.

## Thống kê sự nghiệp câu lạc bộ
| Thành tích câu lạc bộ | Thành tích câu lạc bộ | Thành tích câu lạc bộ | Giải vô địch | Giải vô địch | Cúp     | Cúp       | Châu lục | Châu lục  | Tổng cộng | Tổng cộng |
| Mùa giải              | Câu lạc bộ            | Giải vô địch          | Số trận      | Bàn thắng    | Số trận | Bàn thắng | Số trận  | Bàn thắng | Số trận   | Bàn thắng |
| Hàn Quốc              | Hàn Quốc              | Hàn Quốc              | Giải vô địch | Giải vô địch | Cúp KFA | Cúp KFA   | Châu Á   | Châu Á    | Tổng cộng | Tổng cộng |
| --------------------- | --------------------- | --------------------- | ------------ | ------------ | ------- | --------- | -------- | --------- | --------- | --------- |
| 2015                  | Ulsan Hyundai         | KL Classic            | 17           | 0            | 1       | 0         | —        | —         | 18        | 0         |
| Tổng                  | Hàn Quốc              | Hàn Quốc              | 17           | 0            | 1       | 0         | 0        | 0         | 18        | 0         |
| Tổng cộng sự nghiệp   | Tổng cộng sự nghiệp   | Tổng cộng sự nghiệp   | 17           | 0            | 1       | 0         | 0        | 0         | 18        | 0         |